# Пакина
Пакина — мансийский посёлок в Свердловской области России, административно подчинённый городу Ивделю. Входит в Ивдельский муниципальный округ. До 1966 года назывался посёлком плотины N 1.

## Географическое положение
Посёлок Пакина расположен в 31 километре к западу от города Ивделя, в лесной местности, на левом берегу реки Тальтии — правого притока реки Ивдель (речной бассейн Лозьвы). Автомобильное сообщение с посёлком затруднено. В посёлке Пакина имеется пруд. Населённый пункт является районом проживания малочисленных народов Севера.

## Население
| 2002 | 2010 |
| ---- | ---- |
| 13   | ↘5   |